# Witlipdolfijn
De witlipdolfijn (Peponocephala electra), ook wel witlipgriend, veeltandgriend of elektradolfijn genoemd, is een dolfijnensoort, meestal geplaatst in de onderfamilie der zwartvissen (Globicephalinae). Het is de enige soort uit het geslacht Peponocephala. Tot 1966 werd de soort in het geslacht Lagenorhynchus geplaatst, maar hier bleek hij niet verwant aan te zijn. 

## Kenmerken
De witlipdolfijn lijkt veel op de iets kleinere dwerggriend (Feresa attenuata), die in hetzelfde gebied voorkomt, en zijn op zee moeilijk van elkaar te onderscheiden. De witlipdolfijn onderscheidt zich van de dwerggriend door het slankere lichaam met de slanke, puntige kop, spitse rugvin en kortere, smallere en puntige flippers. In iedere kaakhelft heeft de witlipdolfijn 20 tot 25 tanden. De flippers zijn lang en gebogen met een puntig uiteinde. De rugvin is hoog, sikkelvormig en spits. De huid is donker met een blauwige of bruinige zweem. Over de rug, van de kop naar de rugvin, loopt een donkerdere streep, die zich voorbij de rugvin richting de flanken splitst. Zoals de naam al aangeeft zijn de lippen wit. Op de buik bevindt zich een lichtgrijze, ankervormige vlek, die het breedst is rond de genitaliën. Het mannetje is 220 tot 260 cm lang, het vrouwtje 230 tot 270 cm. Het lichaamsgewicht is ongeveer 160 kg. Het jong is bij de geboorte meer dan zestig centimeter lang.

## Verspreiding
De witlipdolfijn leeft wereldwijd in alle tropische en subtropische zeeën. Hij komt voornamelijk voor op open zee, en laat zich een enkele keer aan de kust zien. De beste kans op waarnemingen zijn rond het Filipijnse eiland Cebu, voor de Australische oostkust, rond Hawaï en rond Dominica en andere eilanden in de oostelijke Cariben. De aantallen worden geschat op ongeveer 45.000 dieren in de oostelijke Stille Oceaan en 4.000 in de noordelijke Golf van Mexico.

## Gedrag
De witlipdolfijn is een sociale soort, die in grote scholen van honderd tot vijfhonderd dieren, die zich soms samenvoegen en er scholen van vijftienhonderd tot tweeduizend dieren ontstaan. De witlipdolfijn is regelmatig het slachtoffer van massale strandingen. Met een hoge snelheid kan hij zich vlak onder het wateroppervlak voortbewegen. De witlipdolfijn jaagt voornamelijk op verscheidene soorten visjes en pijlinktvissen. 

## Relatie met de mens
Schepen zoekt hij zeer zelden op. Soms doet hij aan boegsurfen en spyhoppen, waarbij de kop boven het water wordt gestoken. Net als de dwerggriend kan de witlipdolfijn agressief zijn: toen er eens een groep dolfijnen werd gevangen voor een dolfinarium, vielen de dieren de mensen aan. De soort raakt soms verstrikt in drijfnetten en wordt weleens bejaagd, maar is niet bedreigd.